# آلبانی کریک، کوئینزلند
آلبانی کریک (به انگلیسی: Albany Creek) یک حومه شهر در استرالیا است که در کوئینزلند واقع شده‌است.